# Gaita asturiana
Muito similar a outras gaitas-de-fole presentes na região, a gaita asturiana compartilha algumas das principais características das cornamusas ibéricas. Mantida por muitas décadas apenas pela tradição oral entre famílias campesinas asturianas, o instrumento deixa aos poucos o ostracismo para se popularizar entre músicos ao redor do mundo. Em sua terra, é chamada simplesmente de gaita, ou mesmo gaita de fuelle, sendo o topônimo adicionado ao termo apenas para identificação.

## História
Não se sabe exatamente quando a gaita-de-fole chegou as regiões das Astúrias, tampouco quando o modelo que hoje nos é conhecido foi desenvolvido. Contudo, os registros mais antigos conhecidos podem ser encontrados entre os capitéis nas igrejas de Plecín, em Alles, e de Santa María de la Oliva, em Villaviciosa, datados do século XIII; provavelmente, não se trata ali do modelo que hoje conhecemos. Outras referências são conhecidas, já a partir do século XIV, como as gravuras do tomo denominado Libru la regla colorada.
Apesar de restrita à pequena faixa territorial asturiana e cântabra, a tradição do instrumento sempre foi muito forte entre seu povo, evitando que a gaita asturiana corresse qualquer risco de extinção. O gaiteiro, acompanhado de caixa, sempre foi figura obrigatória em festividades populares.

## Morfologia

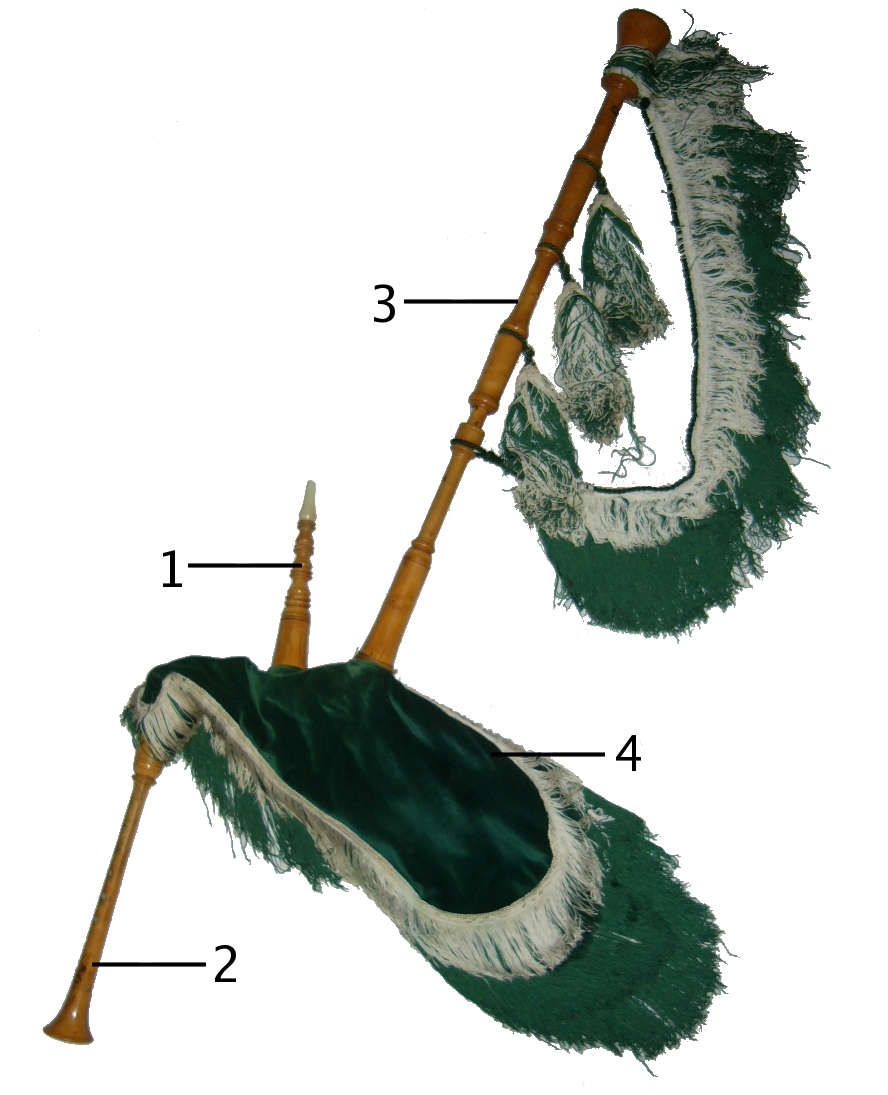
Morfología daa gaita asturiana:
1) Soprador (Soplete)
2) Cantadeira (Punteru)
3) Bordão (Roncón)
4) Fole (Fuelle)

A gaita asturiana possui cantadeira de conicidade interna bem pronunciada. É no ponteiro que possui sua principal característica: a gaita asturiana é capaz de soar meia oitava acima de sua escala básica, uma peculiaridade incomum dentre as gaitas-de-fole cônicas. Alguns luthiers já conseguem produzir cantadeiras capazes de soar uma oitava e meia cromática. É possível encontrar cantadeiras para diferentes afinações, sendo as mais comuns em dó e ré, variando suas dimensões de acordo:
- ré (30 cm)
- dó sustenido (31,5 cm)
- dó (33 cm)
- si (35 cm)
- si bemol (36,5 cm)

Sua pequena palheta dupla, cujo frenilho é usualmente também feito de cana, é capaz de emitir um potente som.
Tradicionalmente, as gaitas asturianas apresentam apenas um bordão, duas oitavas abaixo da tonal da cantadeira. Nele são presos os característicos enfeites de gaitas ibéricas, como borlas e -- principalmente—franjas, presentes também nas vestes do fole. É muito raro encontrar gaitas com um segundo bordão, o qual geralmente é uma oitava abaixo da cantadeira, à exemplo do ronquilho da gaita galega.
Apesar de ser encontrada em rica variedade estética, a gaita asturiana tradicional costuma ter um torneamento simples, sem muitos ornamentos. Em geral, prima mais por entalhes circulares, principalmente no soprador. Os anéis, quando existem, costumam ser em madeira, mas é possível encontrar em corno. A madeira típica para sua construção é de um tipo de buxo local, cujo tom amarelado claro é uma constante entre os modelos asturianos.
As cores das vestes costumam ser alegres e em diferentes matizes, mas não é difícil encontrar exemplos combinando os tons azul, preto e branco.
Aos poucos vêm sendo disponibilizados acessórios para o instrumento feitos em materiais sintéticos, como foles em gore-tex e palhões sintéticos.

### Denominação segundo afinação
A exemplo da gaita galega, a gaita asturiana é tradicionalmente subdividada em grileira, redonda e tumbal. Enquanto alguns defendem que são termos específicos para gaitas em ré, dó e sib, respectivamente, outros afirmam que esse era um jargão utilizado entre os aldeões ao comparar as afinações entre gaitas. Assim, uma gaita mais aguda em relação a outra era chamada grileira, mas ante outra mais aguda que a própria se tornaria a mesma uma redonda. Isso era comum porque as gaitas antigas não apresentavam uma padronização sonora como a encontrada hoje em dia.